# سرکان گوسر
سرکان گوسر (انگلیسی: Serkan Göcer؛ زادهٔ ۲۶ ژوئن ۱۹۹۳) بازیکن فوتبال اهل آلمان است.
از باشگاه‌هایی که در آن بازی کرده‌است می‌توان به باشگاه فوتبال زاربروکن اشاره کرد.